# Recht der Vereinigten Staaten
Das Recht der Vereinigten Staaten (englisch Law of the United States) stammte ursprünglich hauptsächlich vom Common Law aus England ab, welches zur Zeit des Amerikanischen Unabhängigkeitskriegs Rechtskraft hatte. Seitdem die Verfassung der Vereinigten Staaten in Kraft trat, gilt sie zusammen mit den Bundesgesetzen und den völkerrechtlichen Verträgen, an denen die Vereinigten Staaten beteiligt sind, nun als höchste Rechtsquelle. Diese stellen die Basis, aber auch die Beschränkungen für das gesamte Bundesrecht und das Recht in den 50 Bundesstaaten dar.
Das kodifizierte Mischsystem Louisianas hat wesentliche privatrechtliche Inhalte und Verfahren des römisch-germanischen Rechts aus seiner Zugehörigkeit zum spanischen und französischen Weltreich beibehalten und stellt in dieser Hinsicht eine Besonderheit unter den 50 amerikanischen Bundesstaaten dar.

## Rechtsquellen
In den Vereinigten Staaten wird das Recht aus vier Rechtsquelltypen abgeleitet:
- Verfassungsrecht,
- Verwaltungsverordnungen,
- Gesetz,
- Richterrecht (Rechtsprechung).

Die wichtigste Rechtsquelle ist die amerikanische Verfassung, da ihr alle anderen Rechtsquellen untergeordnet sind. Recht, das versucht, die Bestimmungen der Verfassung zu brechen, ist gegenstands- und wirkungslos. Wenn zum Beispiel der Kongress ein Gesetz verabschiedet, das mit der Verfassung nicht vereinbar ist, so kann der Oberste Gerichtshof der Vereinigten Staaten das Gesetz als verfassungswidrig einstufen und damit als nichtig erklären.

### Amerikanisches Common Law
Obwohl die Vereinigten Staaten wie auch viele Staaten des Commonwealth Erben des britischen Common Laws sind, setzt sich das amerikanische Recht bedeutend davon ab. Dies rührt größtenteils von dem langen Zeitraum her, in dem sich das amerikanische Recht unabhängig vom Britischen entwickelt hat. Entsprechend schauen die Gerichte in den Vereinigten Staaten bei der Analyse von eventuell zutreffenden britischen Rechtsprinzipien im Common Law gewöhnlich nur bis ins frühe 19. Jahrhundert.
Während es in den Commonwealth-Staaten üblich ist, dass Gerichte sich Entscheidungen und Prinzipien aus anderen Commonwealth-Staaten importieren, ist das in der amerikanischen Rechtsprechung selten. Ausnahmen bestehen hier nur, wenn sich überhaupt keine relevanten amerikanischen Fälle finden lassen, die Fakten nahezu identisch sind und die Begründung außerordentlich überzeugend ist. Frühe amerikanische Entscheidungen zitierten oft britische Fälle, solche Zitate verschwanden aber während des 19. Jahrhunderts, als die Gerichte eindeutig amerikanische Lösungen zu lokalen Konflikten fanden. In der aktuellen Rechtsprechung beziehen sich fast alle Zitate auf amerikanische Fälle.
Einige Anhänger des Originalismus und der strikten Gesetzestextauslegung (strict constructionism), wie zum Beispiel der verstorbene Bundesrichter am Obersten Gerichtshof, Antonin Scalia, vertreten die Meinung, dass amerikanische Gerichte nie ausländische Fälle überprüfen sollten, die nach dem Unabhängigkeitskrieg entschieden wurden, unabhängig davon, ob die Argumentation überzeugend ist oder nicht. Die einzige Ausnahme wird hier in Fällen gesehen, die durch die Vereinigten Staaten ratifizierte völkerrechtliche Verträge betreffen. Andere Richter, wie zum Beispiel Anthony Kennedy und Stephen Breyer vertreten eine andere Ansicht und benutzen ausländische Rechtsprechung, sofern ihre Argumentation für sie überzeugend, nützlich oder hilfreich ist.

### Bundesrecht
Bundesrecht leitet sich von der Verfassung der Vereinigten Staaten ab, die alle gesetzgeberischen Kompetenzen auf der Bundesebene beim Kongress ansiedelt. Dabei sind die Kompetenzen, die überhaupt zur Bundesebene gehören, aufgrund des angestrebten Föderalismus durch die Verfassung streng beschränkt. Fast alle Gesetze werden im United States Code kodifiziert. Viele Gesetze geben Behörden der Exekutive die Befugnis, Verordnungen mit voller Rechtskraft zu erlassen. Solche werden im Code of Federal Regulations veröffentlicht. Viele gerichtliche Verfahren werden aufgrund von Bundesgesetzen oder -verordnungen entschieden. Die Urteile in diesen Fällen sind aufgrund des stare-decisis-Gebots selbst auch rechtskräftig und müssen bei nachfolgenden Fällen beachtet werden (siehe auch Präzedenzfall).

### Bundesstaatliches Recht
Die fünfzig Bundesstaaten haben als teilsouverän politische Einheiten ihre eigene Verfassung und behalten das Recht, unabhängig Recht in allen Bereichen zu schaffen, die nicht ausdrücklich durch die Verfassung an den Bund übergeben wurden. Fast alle Staaten begannen mit der gleichen Common-Law-Basis, wobei insbesondere das Recht in Louisiana stark vom französischen Rechtsverständnis beeinflusst wurde. Über die Jahrhunderte haben sich allerdings große Unterschiede zwischen den Rechtsräumen der verschiedenen Staaten herausgebildet. Die Gerichte der Bundesstaaten entwickelten dieselben Prinzipien des Common Law mit Hilfe von stare decisis auf unterschiedlicher Weise, während die bundesstaatlichen Parlamente unabhängig Gesetze verabschiedeten, die diese Prinzipien weiter ausbauten oder neu interpretierten.
Im Gegensatz zu anderen Ländern, die nach Common Law regiert werden, haben alle amerikanischen Bundesstaaten einen Teil ihres durch Gesetz geschaffenen Rechts kodifiziert. Diese Idee war von der traditionellen kontinentaleuropäischen Ansicht geleitet, dass nur Gesetzestexte eindeutige Rechtskraft haben.
In einigen Staaten wird bei der Kompilation das aktuell gültige Common Law nur erneut ausgedrückt mit dem Gedanken, dass Richter diese restatements liberal interpretieren können, soweit das Parlament keine spezifischen Gesetze zum Thema beschließt. In anderen Staaten wird erwartet, dass sich Richter an den genauen Wortlaut der Gesetzestexte halten.
Einer der Vorteile der Kompilation ist, dass, sobald sich das Parlament daran gewöhnt hat, neue Gesetze als Änderungen alter Gesetze zu verfassen, das Gesetzbuch immer den aktuellen Stand der demokratischen Willensbildung widerspiegelt. Es ist entsprechend in vielen anderen Common-Law-Rechtsräumen ungleich schwerer festzustellen, wie das aktuell gültige Recht tatsächlich lautet. Dazu müssen sehr frühe vom Parlament verabschiedete Gesetze gelesen und danach geschichtlich untersucht werden, welche nachfolgenden Gesetze dieses ursprüngliche Gesetz beeinflussten. Als 2005 der Oberste Gerichtshof des Vereinigten Königreichs geschaffen wurde, musste das dazu verabschiedete Gesetz alle aktuell gültigen Stellen in alten Gesetzen nennen, in denen direkt auf dieses neue Gericht verwiesen werden sollte.

### Vereinheitlichungstendenzen
Verschiedene Organisationen haben versucht, die bundesstaatlichen Parlamente zur Verabschiedung einheitlicher Gesetze (engl. uniform laws) zu bewegen, sind dabei aber nur gelegentlich erfolgreich gewesen. Die erfolgreichsten dieser Versuche waren der Uniform Commercial Code (Einheitlicher Handelscode) und der Model Penal Code (Modellstrafrecht).
Darüber hinaus hat das American Law Institute auch Neufassungen des Common Law – die restatements of the law – herausgegeben, die besonders von Richtern und Anwälten als Ersatz für die üppigen sonst üblichen Fallsammlungen benutzt werden.

## Strafrecht
Im Gebiet des Strafrechts sind die rechtlichen Bestimmungen zwischen den Bundesstaaten für schwere Straftaten wie Mord oder Vergewaltigung relativ ähnlich. Allerdings ist die Todesstrafe in den Vereinigten Staaten nicht in allen Bundesstaaten vorgesehen. In anderen Fällen, insbesondere wenn es um den Schutz der Öffentlichkeit geht, variiert das Strafmaß schon beachtlich. So unterschieden sich die für Trunkenheit am Steuer verhängten Strafen bis in die 1990er noch sehr.

## Vertragsrecht
Im amerikanischen Vertragsrecht ist ein Vertrag ein rechtlich verbindlicher Austausch von Versprechen zwischen den Vertragsparteien. Die Versprechen können schriftlich, mündlich (sog. parol contracts) oder stillschweigend (sog. implied contracts) ausgetauscht werden. Die rechtliche Verbindlichkeit entsteht durch consideration.
Verträge können auch in Bezug auf die Anzahl ausgetauschter Versprechen unterschieden werden. So besteht ein sog. bilateral contract aus zwei oder mehr gegenseitigen Versprechen, ein einseitiger Vertrag (sog. unilateral contract) hingegen aus einem Angebot und Annahme (wenn der Anbieter dem Angebotsempfänger die Bezahlung eines Entgeltes für die Ausführung einer bestimmten Leistung offeriert – verpflichtet der Angebotsempfänger, hat er den Vertrag abgeschlossen).
Ebenso können Verträge bezüglich ihrer Ungültigkeit unterschieden werden: Aus einem von Anfang an nichtigen Vertrag (sog. void contract) gehen keine rechtlichen Wirkungen aus (z. B. eine Vereinbarung, ein Verbrechen zu begehen). Ein unwirksamer Vertrag (sog. voidable contract) kann von beiden Vertragsparteien annulliert werden. Solange der Vertrag aber nicht angefochten wird, bleibt er gültig. Ein uneinklagbarer Vertrag (sog. unenforceable contract) ist zwar gültig, aber selbstverständlich nicht gerichtlich durchsetzbar.
In den USA wird das rechtlich bindende Vertragsrecht hauptsächlich von den einzelnen Bundesstaaten geregelt. Deshalb gibt es in den USA rund 50 unterschiedliche Vertragsrecht-Kompilationen und Rechtsprechungen (common law). Aus diesem Grund wurden in den USA verschiedentlich Anstrengungen unternommen, das Vertragsrecht in gewissem Umfang zu vereinheitlichen.
So hat die NCCUSL (National Conference of Commissioners on Uniform State Laws) beispielsweise den (rechtlich nicht bindenden) „Uniform Commercial Code“ (U.C.C.) erlassen (welcher seit der ersten Ausgabe von 1954 viele Male revidiert wurde).
Viele bundesstaatliche Gesetze (sog. state statute) basieren auf dem U.C.C. und übernehmen dessen einzelne Paragraphen bzw. Artikel zum Teil wortgetreu. Diese Kompilationen sind im Gegensatz zum U.C.C. in den jeweiligen Bundesstaaten rechtlich bindend.
Eine weitere rechtlich nicht bindende Vereinheitlichung des Vertragsrechts hat das American Law Institute (ALI) veröffentlicht: Das „Restatement of Law, Contracts“.
Trotzdem gibt es in den USA gewisse Bundesgesetze (sog. federal statute), die jeweils einen kleinen Teil des Vertragsrechts beschlagen, so zum Beispiel der Consumer Credit Protection Act von 1968, oder der Magnuson-Moss Warranty Act von 1975.

## Secured Transactions
Als Kreditsicherungsrecht (engl. Secured Transactions) bezeichnet man ein Rechtsgebiet, das sich mit der Absicherung der Rückzahlung von Darlehen und anderen Kreditgeschäften (wie etwa Kauf auf Raten) durch eine Kreditsicherheit (collateral) beschäftigt: Bei Zahlungsverzögerung oder -ausfall (default) kann der Gläubiger (creditor) den collateral verkaufen und sich aus dem Erlös befriedigen. Es ist im 9. Artikel des Uniform Commercial Code geregelt. Dieser ist nicht bindendes Recht, kann aber von den Bundesstaaten in bundesstaatliches Recht übernommen werden. Zur vollen Sicherung sind nach dem UCC zwei wichtige Schritte erforderlich: attachment und perfection.

## Tort Law(~ Deliktsrecht)
Das amerikanische tort law, also das US-Pendant zum Deliktsrecht, variiert zwischen den Bundesstaaten weit. So erlaubt die „fahrlässige Erzeugung emotionaler Bedrängnis“ (engl. negligent infliction of emotional distress) selbst ohne physischen Schaden in einigen Staaten Anspruch auf Schadensersatz, während das in anderen Staaten nicht der Fall ist. Bei den meisten unerlaubten Handlungen gibt es mehrheitlich angewandte Prinzipien, die allerdings von einigen Staaten abhängig von der Materie nicht beachtet werden. Ein Beispiel ist die Attractive nuisance doctrine zugunsten von geschädigten Kindern.

## Evidence
Law of Evidence ist ein in Kontinentaleuropa weitgehend unbekanntes Rechtsgebiet. Es regelt in den USA die Zulässigkeit von Beweismitteln im trial (~ Hauptverfahren) und gehört in den Vereinigten Staaten zu den wichtigsten Rechtsgebieten. Es erlangt seine besondere Bedeutung einerseits durch die Möglichkeit von jury-trials nicht nur in Strafverfahren, sondern auch in Zivilverfahren und andererseits durch die Geltung des adversatorischen Verfahrensmodells (insbesondere mit examination-in-chief und cross-examination) selbst in Strafsachen. Die Regeln der evidence sollen verhindern, dass die mit juristischen Laien besetzte jury durch fehlleitende Beweise in die Irre geführt wird.
Jeder Bundesstaat hat seine eigenen Rules of Evidence. Auf Bundesebene gelten die Federal Rules of Evidence (FRE). Zu den Hauptgebieten des law of evidence gehören 1. relevance, einschließlich der Zulässigkeit von character evidence (~ Leumundsbeweis), 2. die Vernehmung von Zeugen (witnesses) einschließlich der Erschütterung ihrer Glaubwürdigkeit (impeachment of witnesses), sowie 3. die Regeln über die Zulässigkeit des Zeugens vom Hörensagen (hearsay evidence).

## Kommunalrecht
Die Bundesstaaten haben einen Teil ihrer Gesetzgebungskraft an eine Unzahl von Behörden, Countys, Städten und besonderen Bezirken delegiert. Entsprechend sind an jedem Ort eine große Anzahl an Rechtsbestimmungen gleichzeitig in Kraft, deren Anwendbarkeit von den lokalen Gerichten ständig neu überprüft werden muss.

## Öffentliches Recht
Öffentliches Recht im Sinne des kontinentaleuropäischen Verständnisses existiert in den Vereinigten Staaten nicht, noch kommt der Trennung zwischen Privatrecht und Öffentlichem Recht in Praxis oder Rechtswissenschaft irgendeine fundamentale trennende Funktion zu. Professoren und Praktiker beschäftigen sich oftmals mit Materien, die nach kontinentalem Verständnis durch die Dichotomie Öffentliches vs. Privatrecht streng voneinander geschieden sind. Auch eine Trennung der Gerichtsbarkeit ist unbekannt. Soweit überhaupt eine Dichotomie anerkannt ist, besteht diese zwischen civil law und criminal law. Das civil law ist dabei rein negativ definiert als Nicht-Strafrecht. Bei der Auslegung völkerrechtlicher Verträge führt dies oftmals zu Unstimmigkeiten zwischen den Vereinigten Staaten und anderen Mitgliedsstaaten eines Abkommens.